# Eclissi solare del 21 giugno 2039
L'eclissi solare del 21 giugno 2039 è un evento astronomico che avrà luogo il suddetto giorno attorno alle ore 17:12 UTC.